# Teatro Due
Résidence
Le Teatro Due (Teatro Due di Parma) est un théâtre permanent situé dans la ville de Parme, où se déroule le festival de théâtre de Parme .

## Troupe de théâtre
Les origines du Teatro Due (théâtre Deux) remontent au début des années 1970 lorsqu'un groupe d'artistes formés à partir des expériences des centres et du festival universitaire de la décennie précédente, dirigée par le directeur de Zagreb Bogdan Jerkovic, donne vie à la troupe Compagnia del Collettivo (1971) qui devient plus tard le théâtre permanent de Parme. 
En 1980, la convention par laquelle la municipalité de Parme confie aux artistes du théâtre permanent la gestion et l'administration du bâtiment du Teatro Due, propriété publique, est signée; c'est le premier cas en Italie de collaboration entre le public et le privé dans le domaine du théâtre. En 1983, le ministère du Tourisme et des Loisirs reconnait "la finalité publique et la responsabilité privée" du Teatro Due en tant que théâtre permanent. 
Jusqu'à aujourd'hui, le projet de production de l'ensemble va de la dramaturgie classique à la dramaturgie contemporaine.  Depuis 1984 , sans interruption, les mêmes acteurs mettent en scène " L'enquête " du dramaturge Peter Weiss. 
Depuis 2000, la gestion des activités est confiée à la Fondazione Teatro Due. 

## Bâtiment
Le bâtiment du Teatro Due est situé dans Viale Basetti et donne sur le tronçon du Lungoparma du même nom.  Il est construit en 1902 comme établissement de bains publics. Il devient par la suite le siège de l’Opera nazionale per il dopolavoro (OND) et, à partir de 1936, un cinéma y est installé. 
Après une série de vicissitudes qui ont vu de nombreux changements de destination, le bâtiment est occupé depuis 1970 par la compagnia del Collettivo jusqu'à ce qu'elle devienne la compagnie actuelle du théâtre permanent de Parme .  En 1985, la municipalité approuve une première rénovation du bâtiment. En 2011, une opération de restauration complexe est réalisée à l'arrière de la structure. Un amphithéâtre de 780 places, officiellement intitulé Place Shakespeare, auquel ont été annexés un bar-restaurant et une maison d'hôtes  est créé. 

## Description
La troupe du Teatro Due est l'un des rares groupes de comédiens à fonctionner de manière continue depuis des décennies dans un théâtre permanent du pays. Elle est composée des acteurs suivants: Roberto Abbati , Alessandro Averone , Paolo Bocelli , Cristina Cattellani , Laura Cleri , Gigi Dall'Aglio , Paola De Crescenzo , Luca Nucera , Massimiliano Sbarsi , Nanni Tormen et Marcello Vazzoler, ainsi que les directeurs Gigi Dall'Aglio et Valter Le Moli.  
Le "groupe historique" comprenait également d'autres acteurs, dirigé par Jerkovic, avec qui le collectif d'alors, de la fin des années soixante à la fin des années soixante-dix, a mis en scène une série d'auteurs contemporains qui n'avaient jamais été confronté au grand public: Pier Paolo Pasolini (Uccellacci Uccellini), Dario Fo (La faute est toujours du diable), Eduardo De Filippo (Le fils de Pulcinella), Ferdinando Camon (Le Cinquième État), ce qui a donné une énorme popularité à la compagnia. 

## Récompenses
- 2013: Certificat de mérite civique décerné par l'administration de la ville [3]